# Генвелл
Генвелл (англ. Hanwell) — сільська община в Канаді, у провінції Нью-Брансвік, у складі графства Йорк.

## Населення
За даними перепису 2016 року, сільська община нараховувала 4750 осіб, показавши зростання на 0,2%, порівняно з 2011-м роком. Середня густина населення становила 31,4 осіб/км².
З офіційних мов обидвома одночасно володіли 1 280 жителів, тільки англійською — 3 420, тільки французькою — 35. Усього 145 осіб вважали рідною мовою не одну з офіційних.
Працездатне населення становило 68,3% усього населення, рівень безробіття — 6% (6,8% серед чоловіків та 5,4% серед жінок). 90,6% осіб були найманими працівниками, а 8,6% — самозайнятими.
Середній дохід на особу становив $52 557 (медіана $43 552), при цьому для чоловіків — $63 761, а для жінок $41 228 (медіани — $53 440 та $35 598 відповідно).
26% мешканців мали закінчену шкільну освіту, не мали закінченої шкільної освіти — 13,1%, 60,8% мали післяшкільну освіту, з яких 49,4% мали диплом бакалавра, або вищий, 50 осіб мали вчений ступінь.
| Статево-вікова структура населення | Статево-вікова структура населення | Статево-вікова структура населення | Статево-вікова структура населення | Статево-вікова структура населення |
| ---------------------------------- | ---------------------------------- | ---------------------------------- | ---------------------------------- | ---------------------------------- |
|                                    |                                    |                                    |                                    |                                    |
| Всього                             | Всього                             | 49,6%50,4%                         |                                    |                                    |
| 0 — 14 років                       | 0 — 14 років                       |                                    | 19,3%                              | 19,3%                              |
| 15 — 64 років                      | 15 — 64 років                      |                                    | 68,5%                              | 68,5%                              |
| 65 і більше                        | 65 і більше                        |                                    | 12,2%                              | 12,2%                              |
| 85 і більше                        | 85 і більше                        |                                    | 0,5%                               | 0,5%                               |
| Середній вік (років)               | Середній вік (років)               | 39,738,9                           | 39,3                               | 39,3                               |
| Медіана (років)                    | Медіана (років)                    | 42,641,6                           | 42,1                               | 42,1                               |
| — чоловіки — жінки                 |                                    |                                    |                                    |                                    |

| Походження мешканців:     | Походження мешканців:     | Походження мешканців: | Походження мешканців: | Походження мешканців: |
| ------------------------- | ------------------------- | --------------------- | --------------------- | --------------------- |
| Походження                |                           |                       | осіб                  | %                     |
| Корінні американці        | Корінні американці        |                       | 185                   | 3.92%                 |
| Інше північноамериканське | Інше північноамериканське |                       | 2 325                 | 49.26%                |
| Європейське               | Європейське               |                       | 3 350                 | 70.97%                |
| британське                | британське                |                       | 2 755                 | 58.37%                |
| французьке                | французьке                |                       | 905                   | 19.17%                |
| українське                | українське                |                       | 40                    | 0.85%                 |
| Латинськоамериканське     | Латинськоамериканське     |                       | 15                    | 0.32%                 |
| Карибське                 | Карибське                 |                       | 10                    | 0.21%                 |
| Африканське               | Африканське               |                       | 10                    | 0.21%                 |
| Азійське                  | Азійське                  |                       | 105                   | 2.22%                 |
| Океанійське               | Океанійське               |                       | 10                    | 0.21%                 |

| Зайнятість населення за галузями (за класифікацією NOC): | Зайнятість населення за галузями (за класифікацією NOC): | Зайнятість населення за галузями (за класифікацією NOC): | Зайнятість населення за галузями (за класифікацією NOC): | Зайнятість населення за галузями (за класифікацією NOC): |
| -------------------------------------------------------- | -------------------------------------------------------- | -------------------------------------------------------- | -------------------------------------------------------- | -------------------------------------------------------- |
|                                                          |                                                          |                                                          |                                                          |                                                          |
| Управління                                               | Управління                                               |                                                          | 11,4%                                                    | 11,4%                                                    |
| Бізнес, фінанси та адміністрування                       | Бізнес, фінанси та адміністрування                       |                                                          | 15,7%                                                    | 15,7%                                                    |
| Природничі та прикладні науки                            | Природничі та прикладні науки                            |                                                          | 11,8%                                                    | 11,8%                                                    |
| Охорона здоров'я                                         | Охорона здоров'я                                         |                                                          | 8,1%                                                     | 8,1%                                                     |
| Освіта, правозахист, муніципальні та урядові служби      | Освіта, правозахист, муніципальні та урядові служби      |                                                          | 14,1%                                                    | 14,1%                                                    |
| Мистецтво, культура, відпочинок та спорт                 | Мистецтво, культура, відпочинок та спорт                 |                                                          | 1,7%                                                     | 1,7%                                                     |
| Роздрібна торгівля та послуги                            | Роздрібна торгівля та послуги                            |                                                          | 22,2%                                                    | 22,2%                                                    |
| Гуртова торгівля, транспорт та обладнання                | Гуртова торгівля, транспорт та обладнання                |                                                          | 12,6%                                                    | 12,6%                                                    |
| Природні ресурси, сільське господарство                  | Природні ресурси, сільське господарство                  |                                                          | 1,4%                                                     | 1,4%                                                     |
| Виробництво                                              | Виробництво                                              |                                                          | 1%                                                       | 1%                                                       |

## Клімат
Середня річна температура становить 4,9°C, середня максимальна – 23,4°C, а середня мінімальна – -16,9°C. Середня річна кількість опадів – 1 151 мм.
| Клімат поселення                              | Клімат поселення | Клімат поселення | Клімат поселення | Клімат поселення | Клімат поселення | Клімат поселення | Клімат поселення | Клімат поселення | Клімат поселення | Клімат поселення | Клімат поселення | Клімат поселення | Клімат поселення |
| Показник                                      | Січ.             | Лют.             | Бер.             | Квіт.            | Трав.            | Черв.            | Лип.             | Серп.            | Вер.             | Жовт.            | Лист.            | Груд.            |                  |
| Середній максимум, °C                         | −3,82            | −2,07            | 3,42             | 10,17            | 17,21            | 22,25            | 23,36            | 22,50            | 17,42            | 11,42            | 5,29             | −2,33            |                  |
| Середня температура, °C                       | −10,37           | −8,62            | −3,12            | 3,62             | 10,66            | 15,71            | 18,98            | 18,12            | 13,06            | 7,04             | 0,92             | −6,71            |                  |
| Середній мінімум, °C                          | −16,92           | −15,17           | −9,67            | −2,94            | 4,12             | 9,15             | 14,60            | 13,74            | 8,68             | 2,66             | −3,46            | −11,09           |                  |
| Норма опадів, мм                              | 107              | 71               | 94               | 90               | 102              | 90               | 99               | 89               | 94               | 99               | 109              | 107              |                  |
| Середньомісячна швидкість вітру, м/с          | 3.60             | 3.70             | 3.89             | 3.72             | 3.40             | 3.00             | 2.70             | 2.50             | 2.80             | 3.20             | 3.40             | 3.60             |                  |
| Середньомісячна сонячна радіація, кДж/м²·день | 5318             | 8535             | 12226            | 15428            | 18290            | 20308            | 19923            | 17649            | 13139            | 8435             | 4983             | 4166             |                  |
| --------------------------------------------- | ---------------- | ---------------- | ---------------- | ---------------- | ---------------- | ---------------- | ---------------- | ---------------- | ---------------- | ---------------- | ---------------- | ---------------- | ---------------- |
| Джерело:                                      |                  |                  |                  |                  |                  |                  |                  |                  |                  |                  |                  |                  |                  |